# Mandarina aureola
Mandarina aureola је пуж из реда Stylommatophora и фамилије Camaenidae.

## Угроженост
Подаци о распрострањености ове врсте су недовољни.

## Распрострањење
Јапан је једино познато природно станиште врсте.

## Станиште
Врста Mandarina aureola има станиште на копну.